# Maserati 3200 GT
Maserati 3200 GT — автомобіль класу гран-турізмо, що виробляла компанія Maserati з 1998 по 2001 рік.

## Опис

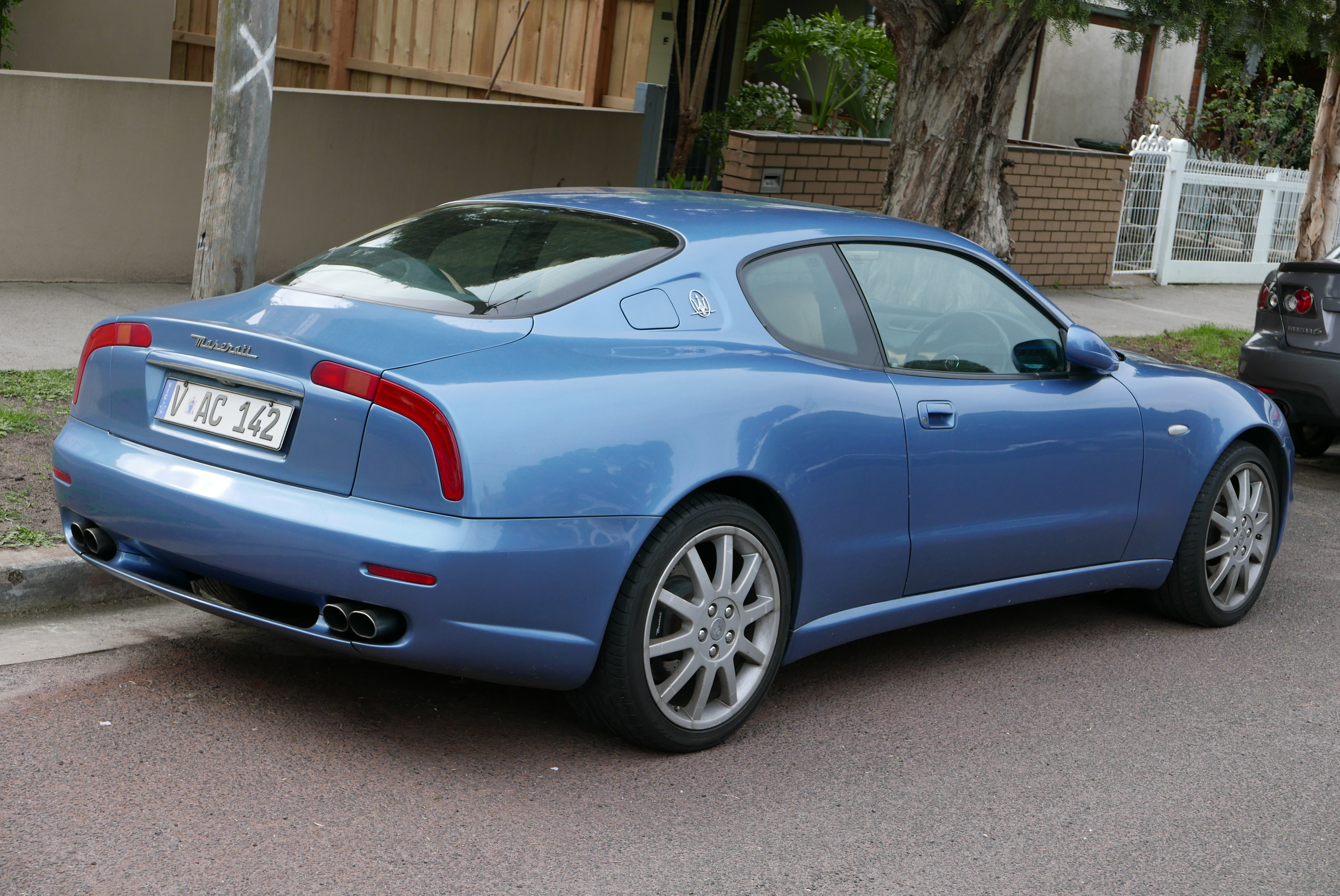
Maserati 3200 GT

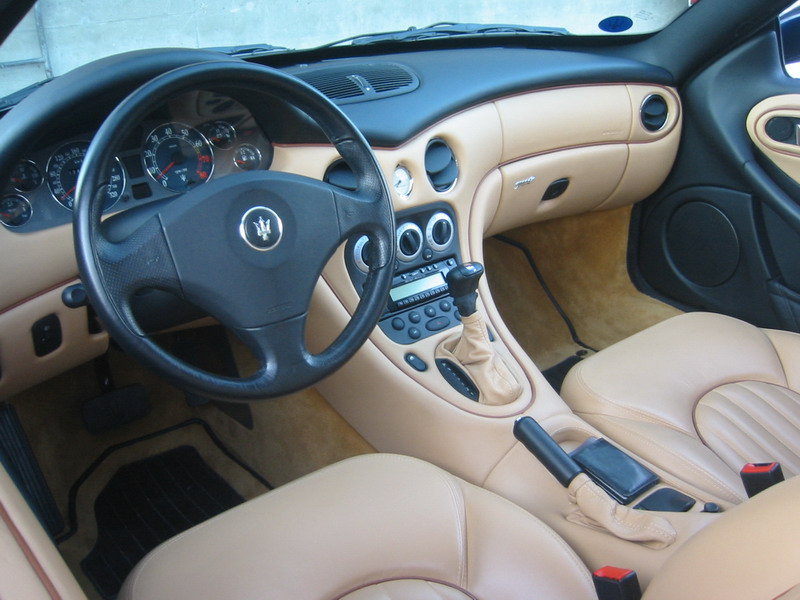
Салон Maserati 3200 GT

Дизайн купе 3200 GT розробляла дизайнстудія Italdesign, чий засновник і керівник Джорджетто Джуджаро раніше розробляв Ghibli, Bora і Merak. Дизайн інтер'єрів було доручено Енріко Фумії.
У 2001 році на автосалоні в Женеві представлена обмежена серія Maserati 3200 GT "Assetto Corsa", яка від версії GT відрізняється спеціальним пакетом обробки.
Maserati 3200 GT комплектується 3,2-літровим двигуном V8 твін-турбо від Quattroporte IV і Shamal потужністю 370 к.с. (272 кВт), 115 к.с. (85 кВт) з 1 літра. Maserati 3200 GTA була оснащена автоматичною коробкою передач і двигуном потужністю 368 к.с. (271 кВт).
Автомобіль був замінений на початку 2002 року на Maserati Coupé.

## Двигуни
- 3.2 L AM 585 twin-turbo V8 368 к.с. при 6250 об/хв 491 Нм при 4500 об/хв (3200 GTA)
- 3.2 L AM 585 twin-turbo V8 370 к.с. при 6250 об/хв 491 Нм при 4500 об/хв (3200 GT)